# Culture Buni
La culture Buni est une culture de la poterie d'argile qui s'est développée de 400 av. J.-C. à 100 apr. J.-C. sur la côte nord de la partie occidentale de l'île de Java en Indonésie et s'est probablement prolongée jusque vers 500. Elle a été nommée d'après le lieu de la première découverte, le village de Buni dans le kabupaten de Bekasi, à l'est de Jakarta. 
La culture Buni se caractérise par une poterie aux motifs décoratifs incisés et géométriques. Elle a produit les premiers rouletted wares connus en Asie du Sud-Est. Des poteries d'argile ont ensuite été développées, comme le montrent des découvertes dans la bande côtière nord de Java occidental, d'Anyer à Cirebon. Des objets comme des récipients pour manger ou boire, datés de -400 à +100, ont été découverts, principalement comme présents funéraires.
La poterie d'argile de Buni présente des similitudes avec celle de la culture Sa Huynh au Viêt Nam. Parmi les objets découverts, il y a des plats, des pots, des jarres à eau et d'autres ustensiles courants en argile. Il existe également des traces d'une culture mégalithique, comme l'usage de perles comme présents funéraires, ainsi que des menhirs et des tables de pierre. Les peuples de culture Buni avaient établi des liens commerciaux avec d'autres peuples. Le royaume de Tarumanagara est probablement le successeur de Buni, après l'adoption de modèles culturels et politiques indiens par les chefs locaux. Des vestiges de poterie Buni ont également été découverts sur le site de Batujaya et celui de Kendaljaya dans le kabupaten de Karawang.

## Artéfacts

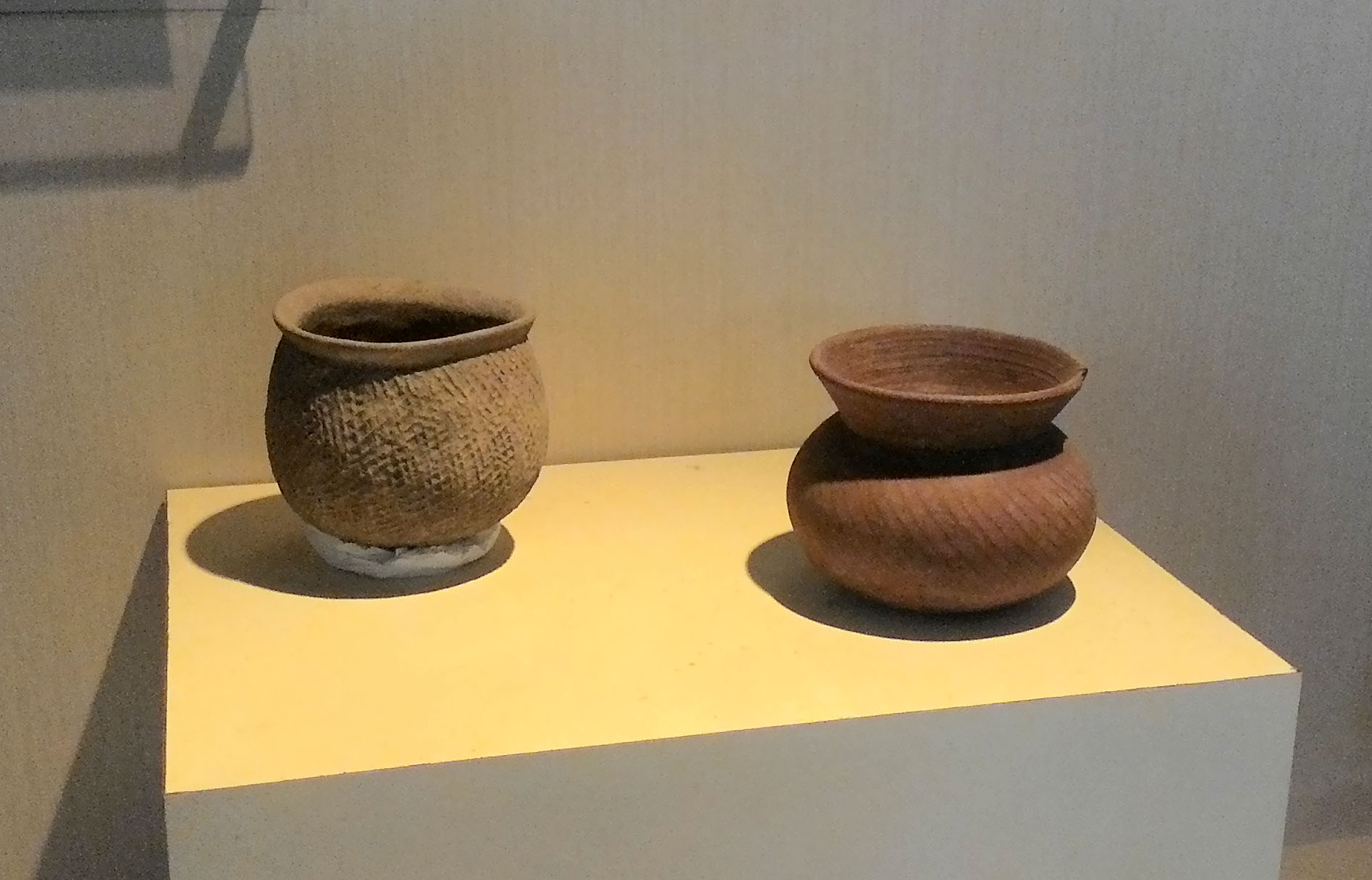
Pots à collerettes
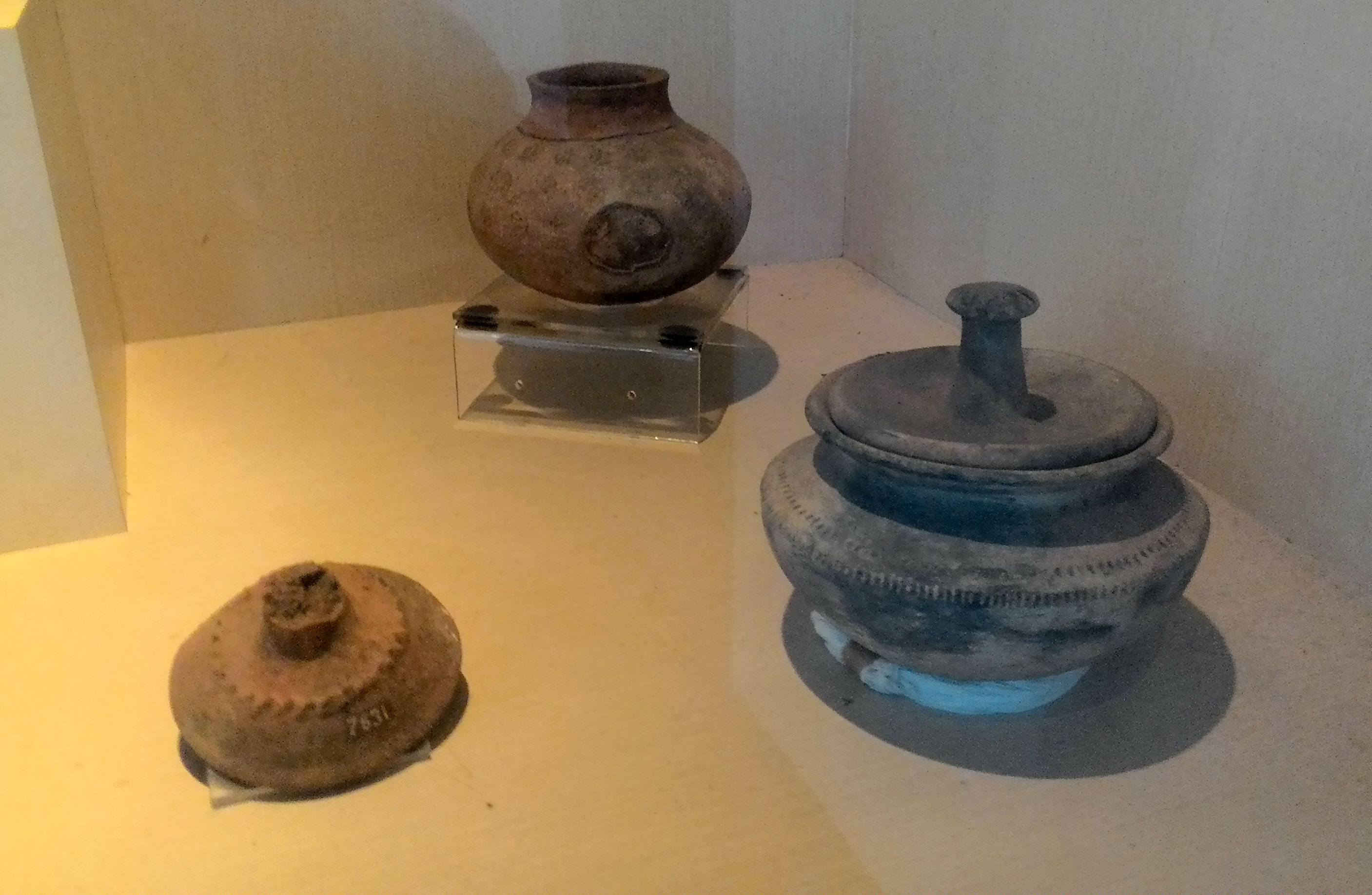
Pots avec couvercles.
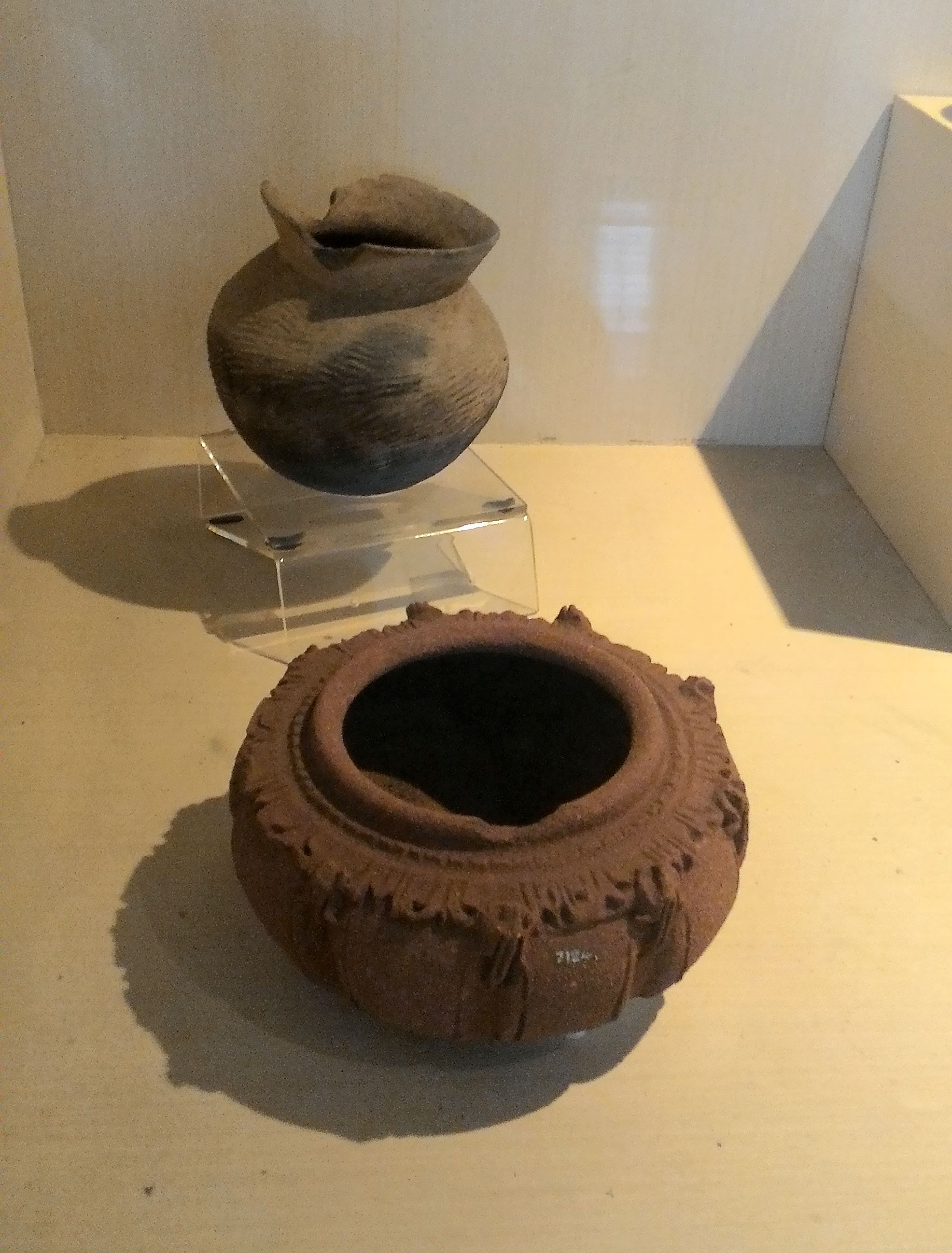
Jarres